# شمس تبریزی

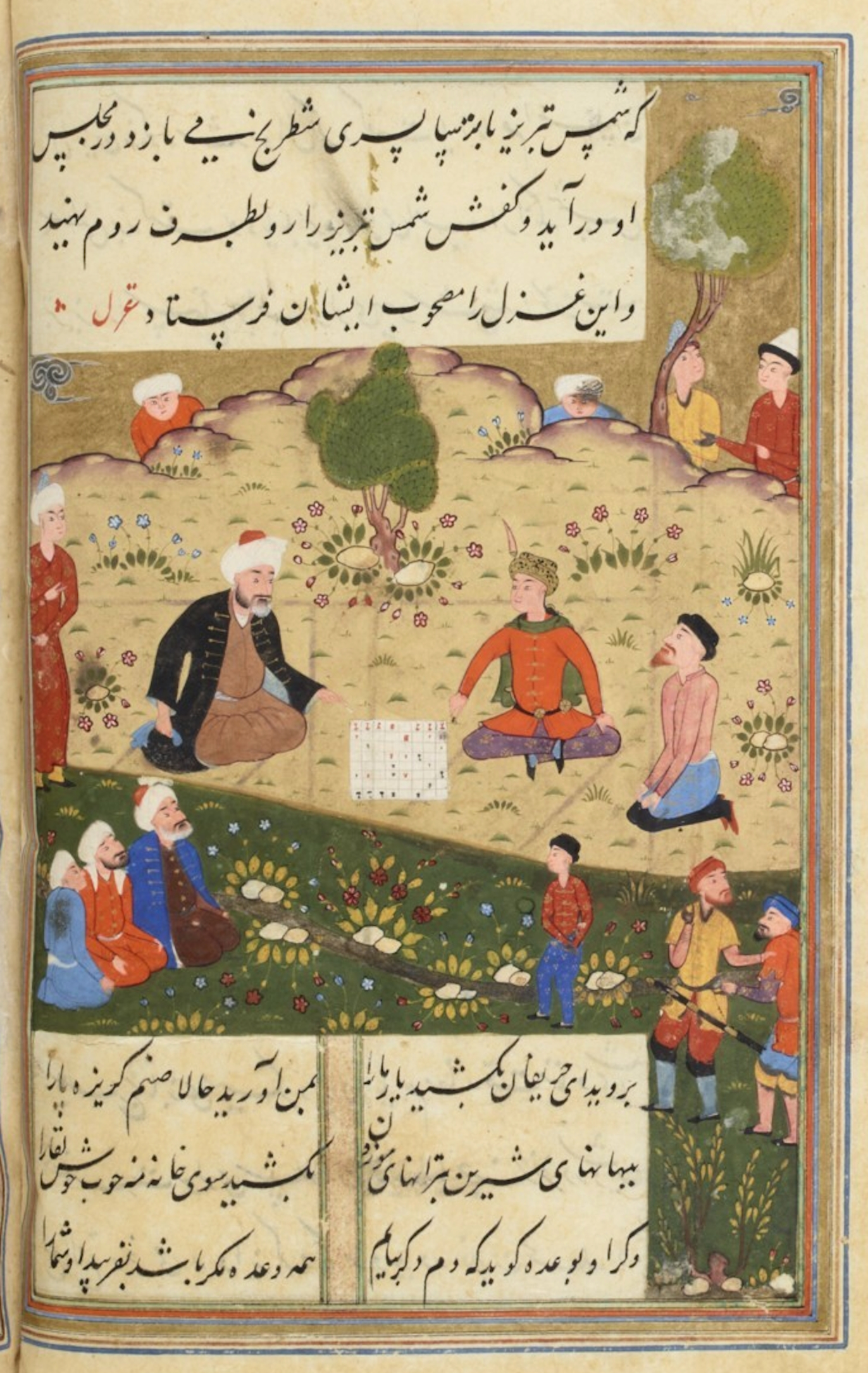
شمس تبریزی در یکی از مینیاتورهای ایرانی

محمد بن علی بن ملک‌داد تبریزی ملقب به شمس‌الدین یا شمس تبریزی (۵۸۲ – ۶۴۵ ه.ق) از صوفیان ایرانی مشهور سدهٔ هفتم هجری است. سخنان وی را که در مجالس مختلف بر زبان آورده، مریدان گردآوری کرده‌اند که به نام مقالات شمس تبریزی معروف است. او اشعاری به زبان فارسی می‌سروده و در برخی اشعار از عربی و رومی استفاده کرده است.

## پیشینه
از زندگی شمس تبریزی و احوال شخصی او تا آنگاه که مقالات شمس کشف شد، خبر مهمی در دست نبود. قدیمی‌ترین مدارک دربارهٔ شمس تبریزی، ابتدانامه سلطان ولد و رساله سپهسالار است که گفته «هیچ آفریده‌ای را بر حال شمس اطلاعی نبوده چون شهرت خود را پنهان می‌داشت و خویش را در پرده اسرار فرو می‌پیچید». در کتاب مقالات اگر چه شمس تبریزی به شرح احوال و معرفی پیشینه خود نپرداخته‌است اما می‌توان او را از میان توصیفات و خاطرات بازشناخت، توصیفاتی که او به مناسبت‌های گوناگون دربارهٔ افراد و اقوال مطرح می‌کند.
مولانا در یکی از غزلیات خود او را ترک و اهل ترکستان معرفی می‌کند: «نیمیم ز ترکستان، نیمیم ز فرغانه». 
دربارهٔ پدر و مادر شمس تبریزی آن قدر می‌دانیم که او در مقالات آن‌ها را به نازک‌دلی و مهربانی توصیف می‌کند و اینکه آن‌ها شمس تبریزی را نازپرورده کرده بودند: «این عیب از پدر و مادر بود که مرا چنین به ناز برآوردند.» شمس تبریزی در جایی دربارهٔ پدر خود می‌گوید: «نیک مرد بود… الا عاشق نبود، مرد نیکو دیگر است و عاشق دیگر…» «پدر از من خبر نداشت. من در شهر خود غریب، پدر از من بیگانه، دلم از او می‌رمید. پنداشتمی که بر من خواهد افتاد. به لطف سخن می‌گفت، پنداشتم که مرا می‌زند، از خانه بیرون می‌کند.»
شمس تبریزی در محضر استادانی چون شمس خونجی تحصیل می‌کرده‌است. او سپس به سیر و سلوک پرداخت و در نزد پیران طریقت، کسانی چون پیر سله‌باف و شیخ رکن الدین محمد سُجاسی معروف به پیر سُجاسی، به کسب معرفت پرداخت. شمس تبریزی چنان‌که از مقالات او بر می‌آید از برخی از بزرگان زمان خودتأثیر بود و از آن میان نام‌های شهاب هریوه (اندیشمند خردگرا)، فخر رازی، اوحدالدین کرمانی و محی‌الدین ابن عربی در مقالات شمس آمده‌است.

## شمس تبریزی و مولانا
شمس تبریزی عاشق سفر بود و عمر را به سیر و سیاحت می‌گذرانید و در یک جا قرار نمی‌گرفت، آن‌چنان که به روایت افلاکی «جماعت مسافران صاحبدل او را پرنده گفتندی جهت طی زمینی که داشته‌است.»
شمس تبریزی در ۲۶ جمادی‌الثانی ۶۴۲ (معادل ۶ دسامبر ۱۲۴۴ میلادی و ۱۶ آذر ۶۲۳ هجری خورشیدی) به قونیه رسید. با مولانا ملاقات کرد و با شخصیت نیرومند و نفس گرمی که داشت مولانا را دگرگون کرد. تا پیش از دیدار شمس تبریزی، مولانا از عالمان و فقیهان و اهل مدرسه بود. در آن زمان به تدریس علوم دینی مشغول بود، و در چهار مدرسهٔ معتبر تدریس می‌کرد و اکابر علما در رکابش پیاده می‌رفتند.
با دیدار شمس تبریزی، مولانا لباس عوض کرد، درس و وعظ را یکسو نهاد و اهل وجد و سماع و شاعری شد. برای مردم قونیه مخصوصاً پیروان مولانا تغییر احوال او و رابطهٔ میان او و شمس تبریزی تحمل ناکردنی بود. عوام و خواص به خشم آمدند، مریدان شوریدند، و همگان کمر به کین او بستند. شمس تبریزی بعد از شانزده ماه در ۲۱ شوال ۶۴۳ بی‌خبر قونیه را ترک کرد. اندوه و ملال مولانا در آن ایام بی‌کرانه بود.
سرانجام نامه‌ای از شمس تبریزی رسید و معلوم گشت که او در شام است. مولانا فرزند خود سلطان ولد را با بیست تن از یاران برای بازآوردن او فرستاد. شمس تبریزی در ۶۴۴ با استقبال باشکوه به قونیه بازگشت. محفل مولانا غرق شور و شادی و وجد و سماع شد.
اما شادمانی‌ها دیری نپایید. باز آتش کینه و تعصب بالا گرفت و رنج‌ها و آزارها به شمس تبریزی رسید. او با همه عشق و علاقه‌ای که به صحبت مولانا داشت تصمیم به ترک قونیه گرفت. به مولانا می‌گفت: «سفر کردم آمدم و رنج‌ها به من رسید که اگر قونیه را پر زر کردندی به آن کرا نکردی، الا دوستی تو غالب بود… سفر دشوار می‌آید، اما اگر این بار رفته شود چنان مکن که آن بار کردی» به سلطان ولد فردها می‌گفت:
| خواهم این بار آن‌چنان رفتن |  | که نداند کسی کجایم من  |
| همه گردند در طلب عاجز     |  | ندهد کس نشان ز من هرگز |
| سال‌ها بگذرد چنین بسیار    |  | کس نیابد ز گرد من آثار |

## شمس و زبان پارسی
شمس در مقالاتش می‌گوید: زبان پارسی را چه شده‌است؟ بدین لطیفی و خوبی، که آن معانی و لطافت که در زبان پارسی آمده‌است و در تازی نیامده است.

## مزار شمس تبریزی

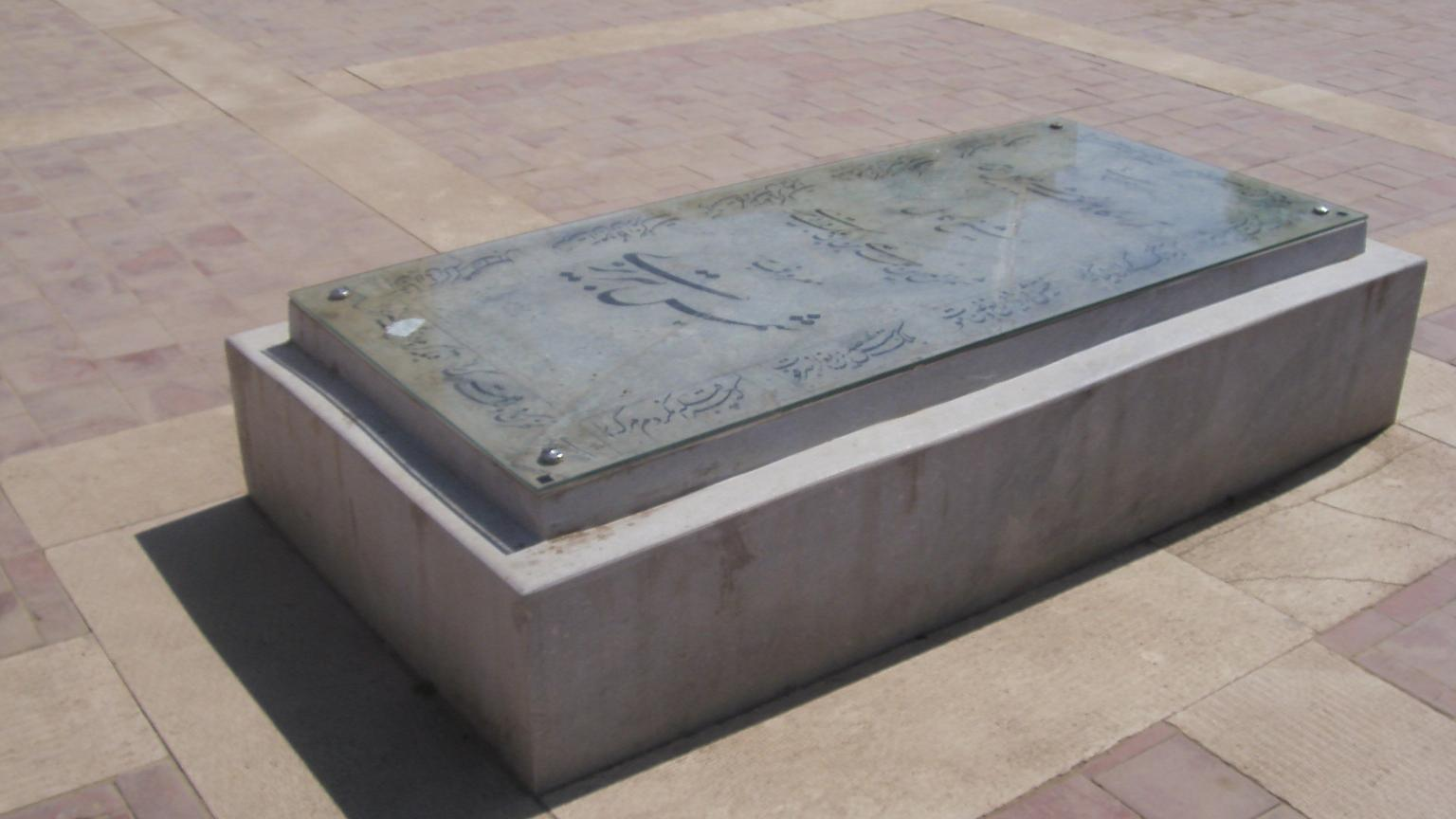
سنگ مزار شمس تبریزی
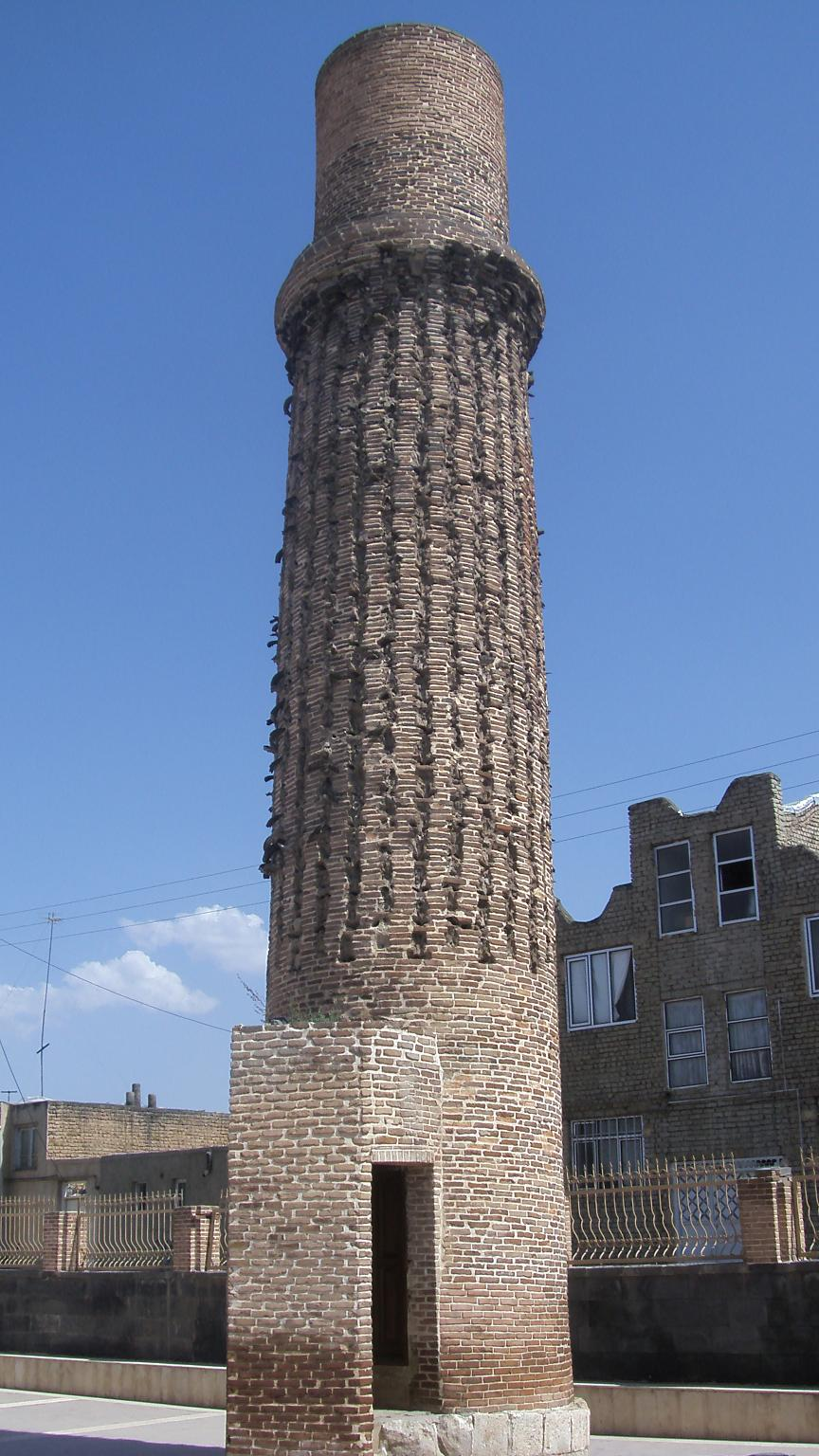
تنها منار باستانی باقی‌مانده از آرامگاه قدیمی شمس تبریزی در خوی
مراسم سالانه یادبود شمس تبریزی بر سر مزارش در خوی
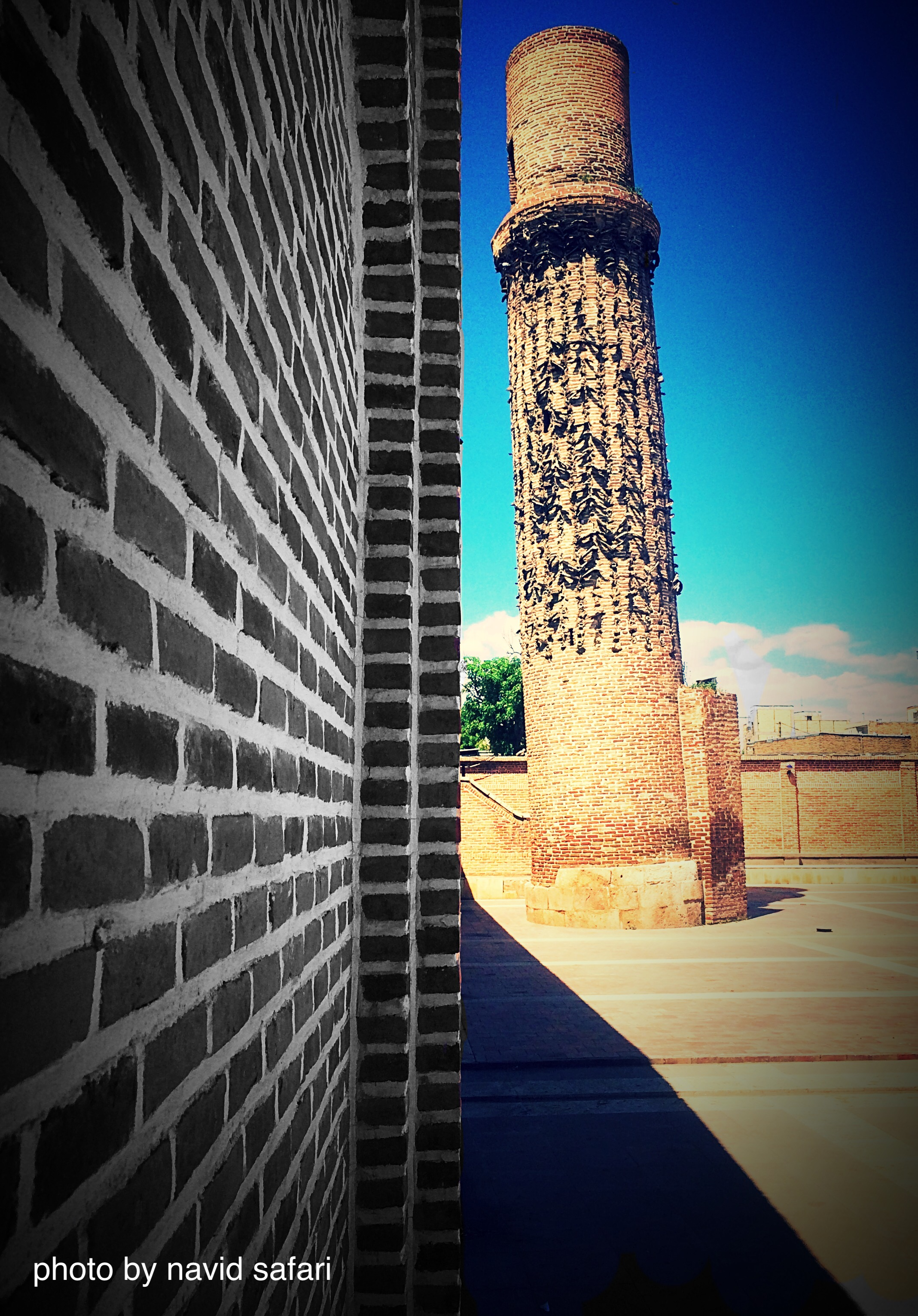
مناره شمس تبریزی

.